# Bahlingen am Kaiserstuhl
Bahlingen am Kaiserstuhl település Németországban, azon belül Baden-Württembergben. Lakosainak száma 4613 fő (2023. december 31.).

## Népesség
A település népessége az elmúlt években az alábbi módon változott:
| Lakosok száma | 2738 | 4259 | 4236 | 4388 | 4514 | 4613 |
|               | 1975 | 2017 | 2019 | 2021 | 2022 | 2023 |